# Titan Wars
Titan Wars, in den USA als Solar Eclipse veröffentlicht, ist ein Weltraum-Shoot-’em-up für Sega Saturn aus dem Jahr 1995. Entwickelt und veröffentlicht wurde das Computerspiel vom US-amerikanischen Entwicklungsstudio Crystal Dynamics. 1996 erfolgte eine Portierung auf die PlayStation.

## Handlung
Titan Wars spielt im Jahr 2093. Die Handlung wird in Form von 40 Minuten FMV-Sequenzen mit Schauspielern vor und Funkgesprächen während der Missionen vorangetrieben.
Das Intro zeigt den verzweifelten Versuch der Pilotin Susan Powell, die Lagrange Mining Colony auf dem Saturnmond Titan mit einem Raumschiff zu verlassen und einen Notruf abzusetzen, in dem sie von einem Angriff auf die Minenkolonie berichtet. Bei diesem Versuch wird sie von einem unbekannten Gegner vernichtet. Tatsächlich empfängt eine Kommunikationsstation einen verstümmelten Funkspruch, woraufhin das Raumschiff U.N.S. Tomlinson in Bewegung gesetzt wird, die Angelegenheit zu untersuchen. An Bord befindet sich das Raumjäger-Geschwader Alpha Wing unter dem Kommando von Major Delany Kelt. Da einer von Kelts Piloten mit dem Rufnamen Blackjack ausfällt, wird zu Beginn des Spiels der vom Flugdienst suspendierte Lieutenant Jake „Stuntman“ Cross wieder in den aktiven Dienst zurückgeholt. Cross gilt als fähiger Pilot, wurde jedoch wegen eines nicht näher ausgeführten Vorkommnisses über Havanna im Jahr 2087, bei dem sämtliche Mitglieder seines Flugteams ums Leben kamen, in den Innendienst strafversetzt. Die Verantwortung wurde Cross zugeschrieben, dessen Flugverhalten seither als leichtsinnig und draufgängerisch beurteilt wird. Mit der Rückkehr in den Flugdienst wird er als Flügelpilot von Lieutenant Sarah „Hellcat“ Underhill dem Team Rot unter Lieutenant Major Peterson zugewiesen. Aufgrund seiner Vergangenheit wird er jedoch sowohl von seiner Vorgesetzten als auch seinen Pilotenkollegen weiterhin skeptisch beäugt und muss seine Zuverlässigkeit unter Beweis stellen.
Da dem Erkundungsteam nicht bekannt ist, von welcher der über zehn Saturnmonde verteilten Kolonialeinrichtungen der Notruf kam, beginnt Team Rot mit einem Aufklärungsflug auf dem Mond Janus, wo es erstmals zu Kampfhandlungen mit dem unbekannten Gegner kommt. Nach dem zweiten Einsatz auf Hyperion wird klar, dass dieser dazu außergewöhnlich gut über die Aktionen des Alpha Wings informiert ist und die Einsatzteams vor Ort bereits erwartet. Dem Technikspezialisten Spinner gelingt es schließlich, den verstümmelten Notruf von Störungen zu bereinigen. Dabei stellt sich heraus, dass die darin zu sehende Pilotin Susan Powell zum Zeitpunkt der Aufnahme bereits tot war und es sich bei dem Notruf demnach um ein nachträglich bearbeitetes Video handelte. Zum gleichen Zeitpunkt geht ein weiterer Notruf eines männlichen Zivilisten ein. Es folgt ein Einsatz auf Tethys, bei dem sich der Zivilist als geistig Verwirrter entpuppt, der eine Einrichtung namens IRIS religiös verehrt. Währenddessen wurde Team Weiß bei einem zeitgleichen Einsatz in einen Hinterhalt gelockt und bis auf den Anführer Lieutenant Major Green vernichtet. Er berichtet, dass der Gegner das Computernetzwerk IRIS, das sämtliche Einrichtungen der Kolonie überwacht, unter seine Kontrolle gebracht und die Kommunikation gestört habe. Auch die Tomlinson ist mit IRIS verbunden, doch obwohl Kelt umgehend die Verbindung trennen lässt, wurde über das Computernetzwerk bereits die Selbstzerstörung des Schiffs aktiviert. Die Piloten versuchen sich an Bord ihrer Raumjäger zu retten, doch sowohl Peterson als auch Lieutenant Pachenko vom Team Rot kommen ums Leben, woraufhin Kelt Lieutenant „Vegas“ Ramirez zum neuen Anführer von Team Rot ernennt.
Der weitere Verlauf des Spiels besteht aus dem Wettlauf des ohne Trägerschiff hilflos im Saturnorbit gestrandeten Fluggeschwaders mit dem weiterhin unbekannten Aggressor um die Hoheit über den Sektor. Nach vier weiteren Kampfeinsätzen auf Dione, Rhea, Enceladus/Mimas und Phoebe, bei denen bis auf Kelt und Cross alle verbliebenen Piloten des Alpha Wings nach und nach ums Leben kommen, wird klar, dass das Computersystem IRIS mittlerweile selbst für die Attacken verantwortlich ist. Ein außer Kontrolle geratenes Planprogramm hat demnach durch die Zerstörung der Minenkolonie mit der Umsetzung eines Angriffsplans auf die Erde begonnen. In einer letzten Mission auf Titan gelingt es Cross, IRIS scheinbar zu zerstören, bevor sich die Künstliche Intelligenz mithilfe einer mobilen Einrichtung absetzen kann. Kelt und Cross machen sich an Bord eines Transportraumschiffs auf den Weg zu einem Rendezvous mit dem Raumschiff U.N.S. Edinburgh. Ein Funkspruch kurz vor dem Abspann deutet jedoch an, dass IRIS nicht vollständig vernichtet wurde und einem unbekannten Empfänger Anweisungen für einen Angriff auf die U.N.S. Edinburgh und die Fortsetzung des Angriffs auf die Erde gibt.

## Spielprinzip
Titan Wars ist ein Rail Shooter ohne Punktwertung. Das Spielgeschehen wird aus Sicht einer Verfolgerkamera präsentiert, die hinter dem Raumjäger des Spielers angebracht ist. Trotz dreidimensionaler Darstellung ist die Flugrichtung vom Spieler nicht frei bestimmbar, sondern jederzeit starr nach vorne ausgerichtet. Der Jäger kann lediglich innerhalb des vorgegebenen Bildausschnitts nach links, rechts, oben oder unten bewegt und die Geschwindigkeit erhöht oder gedrosselt werden, um gegnerischen Angriffen und Hindernissen auszuweichen. Das Spiel besteht aus insgesamt acht linear aufeinanderfolgenden Missionen, die jeweils mit einer Filmsequenz über den Fortgang der Handlung eingeleitet wird. Die Mehrzahl der Missionen ist in zwei direkt aufeinander folgende Teilmissionen unterteilt. Innerhalb der Missionen gilt es, den vorgegebenen Parkour zu bewältigen ohne vom Gegner zerstört zu werden und am Ende einen Endgegner zu besiegen.
Der Spieler steuert den Jäger direkt durch die im Weltraum und auf verschiedenen Mondoberflächen spielenden Missionen. Er muss Hindernissen in der Umgebung (z. B. Steilwände, Kavernenwände/-decken, Asteroiden, aber auch Fallen) oder permanenten Angriffen ausweichen. Sollte es doch zu Treffern oder einer Kollision kommen, kann ein Schutzschirm den Schaden absorbieren. Gegner können mithilfe der Bordkanonen ab- und Wegblockaden freigeschossen werden. Im Level verteilt oder durch die Zerstörung von Gegnern und Objekten freisetzbar, finden sich im Missionsverlauf vielfach Objekte, die bei Aufnahme beispielsweise Schutzschilde regenerieren, Raketen bereitstellen oder die Laserwaffen verstärken bzw. die Schusstechnik modifizieren (z. B. automatisch gelenkte Strahlenbündel). Die an sich linear durchscrollenden Level bieten oftmals verzweigte Teilabschnitte, die mitunter mehr unterstützende Sammelobjekte oder besseren Schutz vor gegnerischen Attacken bieten, letztlich aber immer wieder im selben Flugkorridor münden und damit keine deutliche Abweichung des Spielverlaufs zur Folge haben. Über ein Computersystem oder Funksprüche der Pilotenkollegen erhält der Spieler immer wieder Tipps zur Bewältigung der Aufgabe oder Funktion gewisser Objekte.
Zum Spielgewinn müssen alle Missionen erfolgreich abgeschlossen werden. Dafür steht eine begrenzte Zahl an Leben (maximal 9) zur Verfügung, die durch entsprechende, im Missionsverlauf auftauchende, Sammelobjekte erhöht bzw. wiederaufgefrischt werden können. Bei Abschuss wird der Jäger des Spielers am Beginn des zuletzt erreichten, vom Entwickler vorgegebenen Teilabschnitts innerhalb der Mission wiederhergestellt. Sind alle Leben verbraucht, kommt es zum Game over.

## Entwicklung
Titan Wars wurde unter dem Arbeitstitel Titan von einem gleichnamigen Entwicklerteam innerhalb von Crystal Dynamics entwickelt. Der US-Titel Solar Eclipse ist an den von Crystal Dynamics 1993 für 3DO und PlayStation veröffentlichten, grafisch und spielerisch ähnlichen Rail Shooter Total Eclipse angelehnt. Titan Wars wurde dadurch als indirekter Nachfolger zu Total Eclipse vermarktet. Die PlayStation-Fassung des Spiels wurde ausschließlich in Europa veröffentlicht.

## Besetzung
Die Dreharbeiten wurden geleitet und produziert von Regisseur Dimitri Logothetis, nach einem Drehbuch des Lead Designers Eric Lindstrom.
| Rolle                         | Darsteller         | Beschreibung                                                   |
| ----------------------------- | ------------------ | -------------------------------------------------------------- |
| Lt. Jake „Stuntman“ Cross     | Jake Hudson        | Spielercharakter, Pilot im Team Rot des Alpha-Wing-Geschwaders |
| Maj. Delany „Raven“ Kelt      | Claudia Christian  | Kommandantin des Alpha Wings                                   |
| Lt. Sarah „Hellcat“ Underhill | Jillian McWhirter  | Pilotin im Team Rot, Cross’ Wingleader                         |
| Lt. Maj. „Cobra“ Green        | John Lage          | Anführer des Team Weiß                                         |
| Lt. Maj. „Pitbull“ Peterson   | Tracey Ross        | Anführerin des Team Rot                                        |
| Lt. „Hopscotch“ Pachenko      | Ritchie Montgomery | Pilot im Team Rot                                              |
| Lt. „Digger“ Morris           | Jana Copley        | Anführerin des Team Blau                                       |
| Lt. Maj. „Phantom“ Gregson    | Steve Park         | Pilot                                                          |
| Lt. „Vegas“ Ramirez           | Juan García        | Pilot                                                          |
| Lt. „Buzzard“ Hogan           | Neil Dickson       | Pilot im Team Weiß                                             |
| Lt. „Scarecrow“ Radakovich    | Kevin Baxter       | Pilot                                                          |
| Lt. „Maestro“ Phillips        | Marita Deleon      | Pilotin                                                        |
| Cpt. Banks                    | Stephen Markle     |                                                                |
| Spinner                       | Charles Martinet   | Analyst                                                        |
| Susan Powell                  | Kim Miyori         | zivile Pilotin auf Titan                                       |
| Verrückter Kolonist           | Dennis Burkely     | Gegnerischer Pilot                                             |

## Rezeption
Die Saturn-Fassung des Spiels wurde weitgehend positiv aufgenommen. Unter anderem wurde es von US-amerikanischen Testern als deutlicher optischer und spielerischer Fortschritt gegenüber Total Eclipse gewertet und die FMV-Sequenzen gelobt. Kritikpunkte waren unter anderem eine übersensible Steuerung des Raumschiffs.

“If you thought Total Eclipse was a poor game, I'd agree with you. The sequel, however, had quite a bit more going for it. First, the gameplay is actually fast-paced and exciting. There is actually technique to use when dodging enemies and obstacles. The graphics may not be the most spectacular, but they get the job done. There are a lot of nice little details. The power-ups are really intense, but they do get distracting. This ranks among the best for the Saturn.”

„Falls ihr der Meinung wart, dass Total Eclipse ein schlechtes Spiel war, würde ich euch Recht geben. Der Nachfolger allerdings hat einige Pluspunkte mehr aufzuweisen. Zum einen ist das Spielprinzip deutlich flotter und unterhaltsamer. Es ist tatsächlich Spieltechnik gefragt, wenn man Gegnern und Hindernissen ausweichen muss. Die Grafik mag nicht die spektakulärste sein, aber sie erledigt ihre Aufgabe. Es gibt zahlreiche kleine Details. Die Power-ups sind sehr wirklich zahlreich vorhanden, aber sie lenken mit der Zeit auch ab. Dies hier zählt mit zum Besten für den Saturn.“

“Solar Eclipse is the best space shooter to come from Crystal Dynamics. It is a very playable, highly addictive and wholly unoriginal diversion. You might get bored of the mindless blasting but you certainly won't have time to rest.”

„Solar Eclipse ist der beste Weltraumshooter von Crystal Dynamics. Es ist eine sehr gut spielbare, absolut süchtig machende und wenig originelle Unterhaltung. Ihr könntet von der hirnlosen Ballerei gelangweilt werden, aber ihr habt definitiv keine Zeit euch auszuruhen.“

“Despite it’s limitations, Solar Eclipse is hard to put down once you're airborne. Expect a fun trip, just don't expect the thrill to last.”

„Trotz seiner Limitierungen lässt sich Solar Eclipse nur schwer beiseite legen, wenn man erst einmal abgehoben hat. Erwartet einen unterhaltsamen Trip, erwartet nur nicht, dass die Spannung dauerhaft bleibt.“

Etwas kritischer fiel dagegen die Testermeinung der deutschen Spielezeitschrift Mega Fun aus:

„Vielleicht hat der eine oder andere Leser anhand meines reichlich ausgeschmückten Haupttextes bereits gemerkt, daß Titan Wars ein ziemlich dünnes Gameplay bietet. Fliegen, Ballern und Power Ups einsammeln reicht heutzutage nicht mehr aus, um einen Next Generation-Zocker längerfristig vor das Pad zu locken. Da muten die – zugegebenermaßen qualitativ hochwertigen – 40 Minuten langen FMV-Sequenzen wie ein reiner Blender an, zumal sie nicht, wie bei Wing Commander III, die Handlung interaktiv untermalen. Die Ballerei ist zudem für meinen Geschmack viel zu hektisch; gerade in höheren Missionen muß man zwangsläufig die Weltraumschleuder permanent in Bewegung halten, um nicht ständig Opfer eines zuckenden Laserstrahls zu werden. Da jeder erfolgreich absolvierte Level automatisch abgesaved wird, hält die Motivation bestenfalls nur mittellang vor, zu abwechslungsreich und eintönig präsentiert sich Cystal Dynamics 3D-Shooter auf Dauer.“

“Und wieder ein Monat, in dem uns ein Wing Commander 3 Klon die Ehre gibt. Filmchen gucken, Mission fliegen, Anpfiff abholen usw. Aber leider schafft es Crystal Dynamics ‚Etikettenschwindel‘ nicht mal an der sehr hoch liegenden Meßlatte zu kratzen. Zugegeben, die FMV-Sequenzen sind prima in Szene gesetzt, aber leider vorgegeben. Ihr bekommt sie quasi als Belohnung für erfolgreich geflogene Einsätze präsentiert. Verändernd in die Handlung einzugreifen, ist Euch somit nicht erlaubt. Das Einzige, was für Euch zu tun ist, ist immerzu das gleiche, eintönige Ballern vor wechselnder Hintergrundgrafik. Und das reicht heutzutage einfach nicht mehr aus, um einen schwerverdienten Hunderter zu rechtfertigen. Sorry, Filmchen kann ich auch im TV sehen und Ballern bieten Hunderte anderer Spiele auch und das nicht in so unfairer Weise.”